# Бял терор
С понятието бял терор е възприето да се означават антикомунистически и антисоциалистически политически (най-често правителствени) репресивни действия, които в редица случаи продължават десетки години.

## Произход на понятието
Понятието възниква във Франция през 1794 г., когато промонархическите (роялистки) сили се опитват да установят контрареволюционен режим.

## Антикомунистически бял терор
- Русия – след победата на Октомврийската революция от 1917 г. се формира антикомунистическата Бяла гвардия и през 1918 г. започва гражданската война в Русия.
- Унгария – след падането на Унгарската съветска република (21 март – 6 август 1919 г.) политическото движение на Миклош Хорти установява бял терор срещу комунистите, социалистите и евреите.
- Германия – след Първата световна война се създава „реакционната“ националистическа полувоенна организация Фрайкорпс, която подлага на терор комунистическите формирования в Германия и избива редица техни лидери (Роза Люксембург, Карл Либкнехт); по-късно Фрайкорпс е база за създаване на националсоциалистическата политическа структура.
- Финландия – след гражданската война във Финландия през 1918 г. Бялата гвардия започва масови екзекуции на леви политически привърженици, което е прекратено след официалните протести от страна на Великобритания и САЩ.
- България – след потушаването на Септемврийското въстание десният режим на проф. Александър Цанков (1923 – 1926 г.) започва да преследва хиляди привърженици на Съветския съюз и дейци на Българската комунистическа партия, което става причина за тероризъм, безследното изчезване и смъртта на известни личности с леви убеждения (Гео Милев, Йосиф Хербст и др.).[1] Терминът „Бял терор“, означващ посочените масови арести, побои и убийства, е употребен за пръв път от Петко Д. Петков на 86-о заседание в на XXI обикновено народно събрание на 21 май 1924 г.[2]
- Китайски бял терор
  - По време на гражданската война след 1927 г. режимът на Чан Кайшъ преследва дейците на комунистическата партия, ликвидирайки редица лидери на партията.
  - На 28 февруари 1947 г. под ръководството на същия лидер започва бял терор в Тайван, който приключва на 15 юли 1987 г. с равномесметка от стотици хиляди жертви.
- Испания – по време и след гражданската война режимът на Франсиско Франко причинява смъртта на над 200 хил. испанци с леви убеждения.
- Гърция – след Втората световна война в Гърция се установява антикомунистически бял терор, по време на който са ликвидирани 1190 граждани с леви убеждения и се предизвиква масова емиграция към държавите от социалистическия лагер.